# 지넨 유리
지넨 유리(知念 侑李)는 일본의 가수, 배우이며, 남성 아이돌 그룹 Hey! Say! JUMP의 멤버이다.
시즈오카현 하마마쓰시 출신. STARTO ENTERTAINMENT 소속. 신장 159cm, 혈액형은 AB형.

## 내력
2004년
- 《NIN×NIN 닌자 핫토리 군 THE MOVIE》로, 영화 첫 출연.
- 《나나코와 나나오~누나와 동생이 될 수 있는 날~》로 텔레비전 드라마 첫 출연·첫 주연(헤이세이 16년도 문화청 예술제 우수상 수상 작품).

2007년
- 4월에 기간 한정 유닛·Hey! Say! 7을 결성.
- 8월 1일에 〈Hey! Say!〉로 CD 데뷔.
- 9월 24일부터는 Hey! Say! JUMP의 멤버로서 활동을 시작해, 11월 14일에 〈Ultra Music Power〉로 CD 데뷔.

2009년
- 6월, Hey! Say! JUMP의 야마다 료스케와 나카야마 유마 w/B.I.Shadow와 함께 기간 한정 7인조 유닛·NYCboys를 결성.

2010년
- 4월 7일에 NYC로서 CD 데뷔. 멤버·야마다와 함께 Hey! Say! JUMP와 NYC의 두 그룹을 겸한다.

2011년
- 9월 9일, 할리우드 영화 《스머프》의 일본어 더빙판에서, 브레이니 역을 담당[6].

2012년
- 2월 17일, Hey! Say! JUMP의 야마다, 나카지마와 함께 호리코시 고등학교를 졸업[7].
- 7월 ~ 9월, 《스프라우트》로, 연속 드라마 첫 단독 주연.
- 10월부터 《J'J Hey! Say! JUMP 다카키 유야&지넨 유리 둘만의 프랑스 종단 각 역 정차 여행》이 3개월에 걸쳐 방영된다.

## 인물
- 아버지는 바르셀로나 올림픽 남자 체조 단체 종합 동메달 당시 일본 대표팀의 주장이었다. 은퇴 후에는 체조 코치로서 활약하고 있다.[8].
- 오노 사토시의 팬이다.

## 수상
- 헤이세이 16년도 문화청 예술제 우수상 수상 작품 (《나나코와 나나오~누나와 남동생이 될 수 있는 날~》)
- 드라마 오브 더 이어 2012 최우수 신인 남우상 (《스프라우트》 《최고의 인생을 마감하는 방법~엔딩 플래너》)

## 출연

### 드라마
- 나나코와 나나오~누나와 남동생이 될 수 있는 날~ (2004년, NHK) - 주연·야마모토 나나오 역
- 유한클럽 제2화 (2007년 10월 23일, 닛폰 TV) - 료타 역
- 1파운드의 복음 제3화 (2008년 1월 26일, 닛폰 TV) - 야마부키 요시히코 역
- 선생님은 대단햇! (2008년 4월 12일, 닛폰 TV) - 주연·우메노 와타루 역
- 스크랩 티처~교사 재생~ (2008년 10월 11일 ~ 12월 13일, 닛폰 TV) - 주연·요시다 에이타로 역
- 최고의 인생을 마감하는 방법~엔딩 플래너 (2012년 1월 12일 ~ 3월 15일, TBS) - 이하라 하야토 역
- 스프라우트 (2012년 7월 7일 ~ 9월 29일, 닛폰 TV) - 주연·소헤이 역
- 만물점집 음양사에 어서오세요 (2013년 10월 8일 ~ 12월 17일, 칸사이 TV·후지 TV) - 사와자키 슌타 역
- 필살사업인 2014 (2014년 7월 27일, 아사히 방송·TV 아사히) - 류 역
  - 필살사업인 2015 (2015년 11월 29일)
  - 필살사업인 2016 (2016년 9월 25일)
  - 필살사업인 2018 (2018년 1월 7일)
- 지옥 선생 누~베~ (2014년 10월 ~ 12월, 닛폰 TV) - 쿠리타 마코토 역

### 영화
- NIN×NIN 닌자 핫토리 군 THE MOVIE (2004년 8월 28일, 토호) - 미츠바 켄이치 역
- 초고속! 참근교대 (2014년 6월 21일, 쇼치쿠) - 스즈키 요시노스케 역
  - 초고속! 참근교대 리턴즈 (2016년)
- 금메달남 (2016년, 쇼게이트) - 주연·젊은 날의 아키타 역
- 닌자의 나라 (2017년, 토호) - 오다 노부카츠 역
- 언덕길의 아폴론 (2018년, 토호, 아스미에이스) - 니시미 카오루 역

### 더빙
- 스머프 (2011년) - 브레이니 역 ※일본어 더빙판

### 버라이어티
- 더 소년구락부 (2010년 4월 2일 ~ , NHK)
- 스쿨 혁명! (2009년 4월 5일 ~ , 닛폰 TV)
- J'J Hey! Say! JUMP 다카키 유야&지넨 유리 둘만의 프랑스 종단 각 역 정차 여행 (2012년 10월 1일 ~ 12월 17일, 닛폰 TV)

### 무대
- PLAYZONE'07 Change2Chance (2007년) - 켄 역
- JOHNNYS' World (2012년 11월 10일 ~ 2013년 1월 27일, 제국 극장)

## 작품

### 작사
- おおきくな〜れ☆ボク!! / 커져~라☆나!! - JASRAC 작품 코드:159-7055-8
- すまいるそんぐ / 스마일 송 - JASRAC 작품 코드:169-8711-0